# Spišský Hrhov
Spišský Hrhov – słowacka wieś i gmina (obec) w powiecie Lewocza w kraju preszowskim.
Pierwsze wzmianki o wsi pochodzą z 1243 roku.
Centrum wsi leży na wysokości 475 m n.p.m. Gmina zajmuje powierzchnię 12,211 km². W 2011 roku zamieszkiwały ją 1333 osoby.